# Courcelles-Epayelles
Courcelles-Epayelles är en kommun i departementet Oise i regionen Hauts-de-France i norra Frankrike. Kommunen ligger i kantonen Maignelay-Montigny som tillhör arrondissementet Clermont. År 2022 hade Courcelles-Epayelles 212 invånare.

## Befolkningsutveckling
Antalet invånare i kommunen Courcelles-Epayelles
| Referens: INSEE |